# Садска
Садска (чеш. Sadská) град је у Чешкој Републици. Град се налази у управној јединици Средњочешки крај, у оквиру којег припада округу Нимбурк.

## Становништво
Према подацима о броју становника из 2014. године град је имао 3.305 становника.